# Europejskie Stowarzyszenie Logistyczne
Europejskie Stowarzyszenie Logistyczne, ELA (ang. European Logistics Association) – organizacja międzynarodowa typu non-profit, zrzeszająca organizacje logistyczne państw europejskich, z siedzibą w Brukseli (Belgia). Została założona w 1984 roku, a jej misją jest zapewnienie forum do komunikacji, rozwój i propagowanie wiedzy logistycznej oraz promocja osób związanych z branżą.
ELA dla jakości oceny kompetencji personelu logistycznego opracowało europejski system certyfikacji logistyków, który jest nadzorowany przez Europejską Radę ds. Certyfikacji w Logistyce (ECBL, ang. European Certification Board of Logistics).

## Członkowie
ELA zrzesza stowarzyszenia reprezentujące takie państwa jak: Austria, Belgia, Chorwacja, Cypr, Czechy, Finlandia, Francja, Grecja, Hiszpania, Holandia, Irlandia, Litwa, Luksemburg, Maroko, Niemcy, Norwegia, Polska, Portugalia, Rosja, Rumunia, Szwajcaria, Szwecja, Słowenia, Ukraina, Wielka Brytania, Węgry czy Włochy.
W ELA Polskę reprezentuje Polskie Towarzystwo Logistyczne (PTL).